# Night Route
Traseu de noapte (titlu original: Night Route) este al șaselea episod al serialului științifico-fantastic Zona crepusculară din 2002. A avut premiera la 2 octombrie 2002 în rețeaua UPN. Este regizat de Jean de Segonzac după un scenariu de Jill Blotevogel.

## Introducere
„Ea este Melina Croner, o tânără aflată la o mică plimbare de noapte. Nebănuind că e pe cale de a ajunge la o intersecție unde decizia ei îi va schimba viața... o decizie ce poate fi luată doar în Zona Crepusculară. .”

## Prezentare
Melina Croner are o viață aparent fericită. Cu toate acestea, în timpul unei plimbări afară cu cățelul său este pe punctul de a fi lovită de o mașină care trecea cu mare viteză. În continuare, Melina începe să uite detalii importante din viața ei, mai ales modul în care s-a întâlnit cu logodnicul său. Mai rău, ea este bântuită de fenomene ciudate: un autobuz misterios care oprește mereu în fața ei și oameni care par să o cunoască foarte bine deși ea nu știe cine sunt.

## Concluzie
„Săraca Melina Croner: și-a petrecut toată viața fiind prea speriată ca să o trăiască și și-a pierdut toată speranța în fericire. Poate fi fatal să iei o decizie greșită în Zona Crepusculară. ”